# 서푼짜리 오페라

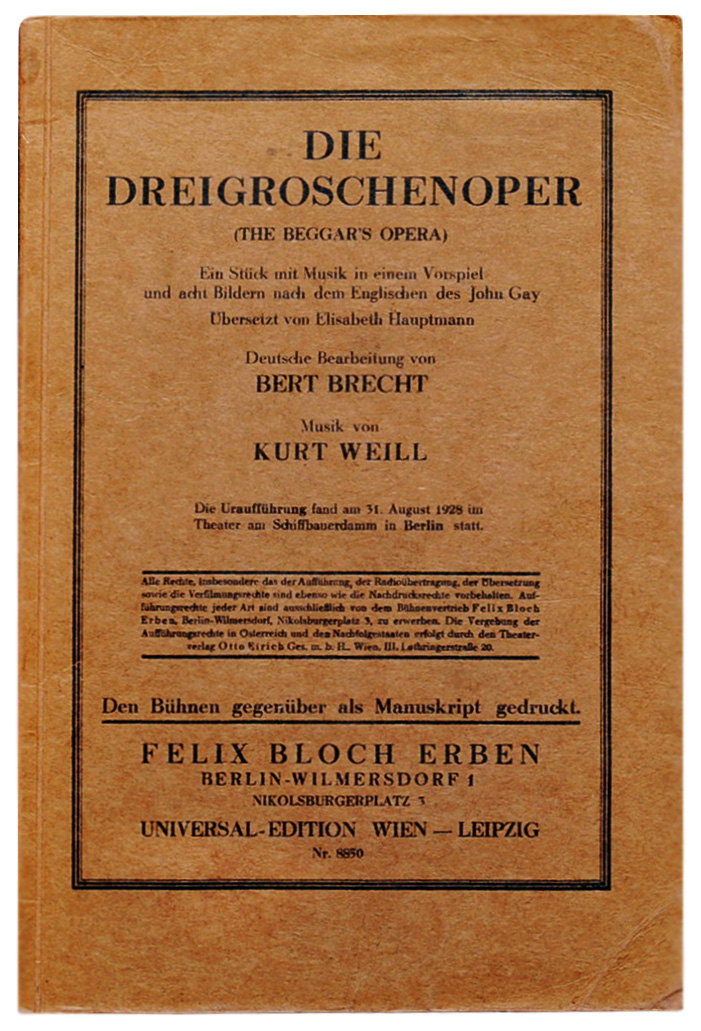

《서푼짜리 오페라》(독일어: Die Dreigroschenoper)는 베르톨트 브레히트가 대본을 쓰고 쿠르트 바일이 작곡을 한 오페라다. 대본의 경우 1928년 3월 초에서 8월 사이에 집필되었다. 1928년 8월 31일에 베를린 쉬프바우어담 극장에서 처음 공연되었다. 초연은 에리히 엥겔이 연출하고 쿠르트 바일이 작곡을, 카스파 네어가 무대 장치를 담당하였다.

## 창작 배경과 창작 과정
1782년 런던에서 공연되에 선풍적인 인기를 끌었던 존 게이의 《거지 오페라》는 1920년대에 재발견되어서 런던을 비롯한 영국의 다른 도시에서 절찬리에 공연되었다. 브레히트는 비서 엘리자베트 하우프트만의 초벌 번역을 토대로 번안에 착수하여, 1928년 《뚜쟁이 오페라》를 썼다. 그리고 이를 다시 수정하여 《서푼짜리 오페라》로 제목을 바꾸었으며 쿠르트 바일의 작곡으로 1928년 8월 31일 베를린의 쉬어파우어담 극장에서 초연하였다.
게이의 오페라에서 주인공 피첨은 변호사 겸 장물아비이고, 그의 상대역인 매키스는 갱단의 두목으로 피첨에게 장물을 대준다. 그런데 딸 폴리가 매키스와 사랑에 빠지자, 딸을 출세의 밑천으로 여기는 피첨은 매키스를 고발하여 교수대에서 처형되도록 한다. 이 오페라의 공연은 거지가 주선하는데 그는 교수대의 처형이 관객의 취향에 맞지 않기 때문에 교수형이 집행되지 않도록 하는 조치를 취한다. 당시 바로크 오페라에서는 궁정 시인이 나와서 오페라의 끝을 화려하게 장식하는 것이 관행이었는데, 게이는 이에 대한 패러디로 거지를 등장시킨 것이다.
하지만 브레히트는 단순한 패러디에 만족하지 않는다. 게이가 궁정 시인 대신에 거지를 등장시켜 형식적인 변화에 머물고 있는 반면, 브레히트는 내용을 혁신시켜 거지를 주인공으로 등장시킨다. 그것도 피첨 회사의 직원들이 거지떼로 등장하는 것이다. 이렇게 해서 독점자본주의적인 특성을 가진 사업가 피첨과 역시 직원들을 거느린 갱간의 두목인 매키스의 대결구도가 그려진다. 따라서 폴리의 연애와 결혼은 사업상의 행위로 간주될 수 있다. 이처럼 기본 구도가 바뀌면서 극의 사건 진행도 세부사항에 있어서 원본과는 많은 차이점을 보여준다.
음악적으로도 원본과 번안 간에는 많은 차이가 있다.게이와 작곡가 페푸쉬는 당시를 풍미하던 이탈리아의 궁정 오페라나 헨델의 화려한 오페라에 대한 대안으로 새로운 '발라드 오페라' 형식을 만들어냈다. 페푸쉬의 음악은 민속적인 멜로디를 활용해서 이를 혁신하였다. 즉 18세기에 음악의 혁신이 이루어져 발라드나 살인 가요 그리고 거리의 유행가 등 대중적 인기가 있는 노래가 등장하였는데, 브레히트는 이를 작품에 수용한 것이다. 1920년대에는 복고풍을 타고 헨델 오페라가 다시 유행하였지만, 브레히트/바일의 오페라가 이에 반기를 든 것은 아니다. 그보다 이들은 오페라 전반에 대하여 반기를 들고 음악을 사회 비판에 이용하고자 하였던 것이다. 노래 텍스트를 위해서 브레히트는 자작시와 비용Villon과 키플링Kipling의 시를 활용하였다.
원전이 3막 구조로 되어 있기 때문에 이 작품 역시 3막으로 이루어졌지만, 각 장은 일련번호로 연결되어 있다. 그래서 제1막은 1~3장, 제2막은 4~6장, 제3막은 7장~9장으로 구성되어 있다. 또한 서막에는 '칼잡이 매키 메서의 살인 노래'가 나오며 오페라의 패러디인 '서푼짜리 피날레'가 제1막과 제2막의 끝을 장식한다. 제3막 끝에는 헨델 오페라에 대한 트라베스티가 나온다. 그 외에도 이 작품에는 '해적 제니', '대포의 노래', '솔로몬 노래' 등 많은 노래가 나와 대중적인 인기를 끄는 데에 기여한다. '피첨의 아침 찬가'멜로디를 제외한 모든 노래는 새로 작곡한 것이다.

## 작품 내용
노상강도단의 두목인 매키 메서는 런던의 구걸 사업을 독점하고 있는 ‘거지들의 친구’라는 회사의 사장인 제레미아 피첨의 외동딸을 꾀어내서 몰래 결혼한다. 뒤늦게 이를 안 피첨은 경악한다. 매키 메서는 사업상의 적수일 뿐 아니라 딸은 자신의 노후대책이라고 생각하기 때문이다. 그는 매키를 고발해서 교수대로 보내려고 동분서주한다. 포주이기도 한 매키는 경찰의 추적을 피해 도망가는 대신 사창가에 가 있다가 창녀 제니의 배신으로 체포된다. 런던의 경찰청장 호랑이 브라운은 매키의 옛 전우로서 사업상 공생관계를 맺고 있다. 브라운의 딸 루시는 매키의 애인으로 그의 탈옥을 돕는다. 그는 창녀의 배신으로 재차 체포되어 교수형에 처해지게 된다. 그러나 마지막 순간에 여왕의 말 탄 사자가 달려와 사면령을 전하여 매키는 구원되고 극은 해피엔드로 끝난다.

## 등장 인물

### 매키스(일명 매키 매서, 매크)
악명 높은 칼잡이 강도. 부하 강도를 거느리고 사창가의 창녀들을 이용해 돈을 벌지만 신사 행세에도 능하다. 거지 왕의 딸과의 결혼식에 고위 경찰간부와 신부를 초청할 만큼 치밀하게 기댈 언덕을 만들어 놓았다. 어느 정도 돈이 모이면 부하들을 경찰에 넘기고 은행가로 변신할 작정이었지만 교수형에 처할 위기에 빠지게 된다.

### 피첨과 피첨 부인
피첨은 '거지들의 친구' 회사 사장이다. 거지들에게 의복과 의족을 대주며 런던 시전체의 구걸사업을 독차지하고 있다. 그러면서도 '런던에서 가장 가난한 사람'이라고 죽는 소리를 한다. 딸도 사업을 위해서 이용하는 간판 정도로 생각한다. 사윗감에게 구걸 사업을 빼앗길까봐 딸의 결혼을 결사반대한다. 피첨 부인 역시 마찬가지다. 창녀들을 이용해 매키스를 붙잡는데 앞장선다.

### 폴리와 루시
폴리는 피첨의 딸로서 매키스와 남의 집 마구간에서 부모 몰래 결혼식을 올린다. 루시는 경찰청장의 딸로서 아버지 몰래 아버지 친구와 사귄다. 연적 관계에 놓인 두 사람에게 사랑 싸움은 기본이다. 거기에다 매키스가 감옥에 갇혀 처형을 눈앞에 둔 상황에서도 치열하게 재산권 다툼을 벌인다.

### 브라운
브라운은 런던의 경찰청장으로 '호랑이'라는 별명으로 불린다. 강도 매키스와 군대시절을 같이 보낸 뒤 계속 친구 사이를 유지하는 동업자다. 매키스는 강도 수입의 상당부분을 '진실한 우정'의 증거로 송금하고, 브라운은 그 대가로 경찰의 사전 정보를 흘린다.

## 시민 사회에 대한 비판
베르톨트 브레히트의 《거지 오페라》는 시민 계급이 형성되어가는 19세기 초를 배경으로 한다. 브레히트의《서푼짜리 오페라》는 그 시점을 확정할 수는 없지만, 확립된 시민 사회를 배경으로 진행된다. 작품에서 배경을 이루는 여왕의 대관식은 1837년 빅토리아 여왕의 즉위를 뜻하는데, 이는 산업화가 시작되는 시점이다. 그러나 작품에서는 이미 산업화와 도시화가 전제되고 있다. 그래서 작품이 진행되는 시점을 19세기 말로 볼 수도 있지만, 브레히트의 동시대 사람들은 그 내용이 자기들의 시대와 관계된다고 평가했다. 이 작품의 시대적 배경을 확정지을 수는 없지만, 여기에 나오는 사회적 상황은 20세기의 전형적인 현상들임이 분명하다.
작품의 주제는 시민 사회의 질서를 약탈적인 질서로 폭로하고 풍자하는 것이다. 그러나 이런 약탈적인 질서는 시민 사회의 예절, 도덕, 사업, 영예 들에 의해서 그 실상이 가려지고 있다. 매키스는 부하들을 직원으로 고용하여 착취하는 사업가다. 그는 부하들 중에서 무능한 자는 가차없이 해고한다. 그들의 관계는 고용과 착취라는 상품화된 관계지 결코 인간적인 관계가 아니다. 매키스가 체포되어 교수형에 처해질 때에도 부하들은 그를 가차없이 버린다. 또한 매키스는 뚜쟁이로서 창녀들의 매춘을 조장한다. 제니가 매키스를 배반하고 그 대가를 받으려는 것도 마찬가지 원리에서다. 모두 이윤만을 추구하며 모든 것이 상품화된다. 루시와 폴리가 피첨을 자기 재산이라고 하며 소유권 다툼을 하는 것도 이런 원리에서 비롯된다.
피첨은 거지들을 고용해 사업을 한다.그는 런던 시 전체의 구걸 사업을 독차지한 독점 자본가이기도 하다. 거지들은 구걸도 마음대로 할 수 없는 임금 노동자로 전락한다. 단지 그들은 창녀들과는 달리 몸의 매력을 상품으로 삼지 못한다. 그들은 육체를 팔기는 하되 오히려 신체적인 혐오감을 내세워 다른 사람의 동정심을 자극하지 않으면 안 된다. 이렇게 거지들을 소외된 임금 노동자로 고용한 피첨을 자기가 '런던에서 가장 가난한 사람'이라고 죽는 소리를 한다. 이것도 사업가들이 늘 쓰는 말이다.
피첨은 딸도 사업을 위해서 이용하는 간판 정도로 생각한다. 그녀에게 다른 사치는 허용하지만 결혼만은 안 된다고 강요하는 것이다. 그녀는 그의 재산이다. "내 딸은 나에겐 배고픈 자의 빵과도 같아." "결혼이란 본래가 추잡스러운 짓이거든." 이렇게 피첨은 딸에 대한 생각을 가차없이 말한다. 게다가 사업상의 경쟁자인 매키스와의 결혼은 사업의 장래를 위협하는 일이기 때문에 그는 매키스의 추적에 온 힘을 쏟게 된다.
마구간에서의 결혼식은 강도와 시민의 관계를 더욱 극명하게 보여준다. 결혼식장을 꾸미기 위해서 매키스의 부하들은 강도와 살인도 서슴지 않고 저지르며, 그 노획물로 부르주아적인 결혼직장이 꾸며진다. 호화판 결혼식장에는 사제가 참석하여 축복을 하고 증인도 참석한다. 증인은 바로 경찰청장인 호랑이 브라운이다. 이런 과정을 통하여 매키스는 폴리를 소유하게 된다.
작품의 제1막 1장은 '피첨의 아침 찬송'으로 시작한다. 그는 '인간이 점점 무정해지는 데 대처하기 위해서' 사업을 사직하였다면서 인간의 동정심을 일깨우는 성경의 문구들을 사용한다. '주는 것이 받는 것보다 복이 있느니라(사도 20,35).' 그 뿐만 아니라 작품 도처에서 성경과 예수의 수난이 암시된다. 마구간에서 올리는 결혼식은 예수 탄생을 연상시키고, 제니가 매키스를 배반하고 대가를 받지 못하는 것은 유다의 배반을 떠올린다. 제니와 다른 창녀들은 예수의 제자들일 수 있다. 물론 매키스를 수난받는 예수로 암시하는 것은 신성 모독이다. 매키스가 체포되어 수감되자, 브라운은 '머리를 벽에다 기대고 운다.' 이는 예수를 세 번 부인한 베드로가 슬피 우는 장면을 연상시킨다.(마태26,75) 매키스는 이르 보고 "내가 그를 노려보니까 슬피 울었지. 이런 꾀는 성경에서 배운거야."라고 말한다. '피첨의 아침 찬송'으로 시작한 작품의 마지막은 '통곡의 골짜기(시편84,7)'로 끝난다. 그러나 마지막 순간에 매키스는 처형되지 않고 말을 탄 여왕의 사진에 의해서 구원된다. 시민 사회의 질서는 이렇게 유지되는 것이다.

## 서사극적 요소 그리고 음악
《서푼짜리 오페라》는 제목에서 이미 오페라임이 드러난다. 그러나 실제 공연에서 나오는 노래들의 성격상 오페레타에 가깝다는 인상이 짙다. 또한 이 작품을 뮤지컬로 보자는 의견도 있었지만, 춤의 장면이나 소박성 등 뮤지컬적인 요소도 결여되어 있어서 수용키 어렵다. 따라서 기존의 어떤 장르 개념도 꼭 드러맞지 않는다.
이 작품에서 브레히트는 스스로 개발한 여러 서사극적 기법을 사용하고 있다. 가장 두드러진 요소는 노래다. 작품에서 등장하는 많은 노래의 내용이 극의 사건 진행과 직접적인 연관성이 있는 것도 있고 그렇지 않은 것도 있다. 어쨌든 노래는 극적인 사건 진행을 중단시키고 다른 차원에서 이것을 해설하고 성찰한다.
서사극의 대표적인 장면은 결혼식 도중에 폴리가 '해적의 제니'를 부르는 장면이다. 우선 그녀는 소호의 네 푼짜리 술집에서 접시닦이 소녀로 일한 제니에게 관한 이야기를 서사적으로 늘어놓음으로써 주인공을 무대에 도입한다. 드리고 매키스의 부하들에게 제니의 술집을 찾아오는 손님 역을 시킨다. 그런 다음 노래가 시작되는데, 이 장면은 특수한 조명을 통해 다른 장면과 구분된다. 이렇게 해서 일종의 '극중극' 장면이 되며, 갱단 단원들은 거기에 공동 연기자로 참여한다. 그들은 연기자인 동시에 관객인 것이다. 따라서 객석의 관계는 무대 위의 관객을 보는 관객이 된다. 이를 통해 연극적인 환상을 파괴하고 연극을 연극으로 보여주며, 관객은 무대 위의 사건 환상에 빠지지 않고 관찰함으로써 성찰의 계기를 얻는다.
각 장면의 서두에는 요약된 내용이 미리 제시된다. 이를 통해 앞으로 진행될 줄거리를 미리 알려주며, 관객이 극에 몰입하지 않고 관람할 수 있도록 배려한다.

## 참고 자료
- 베르톨트 브레히트 원작, 《브레히트의 서푼짜리 오페라》, 서해문집, 기획집단 MOIM글, 장성호 그림